# Ctenium concinnum
Ctenium concinnum är en gräsart som beskrevs av Christian Gottfried Daniel Nees von Esenbeck. Ctenium concinnum ingår i släktet Ctenium, och familjen gräs. Inga underarter finns listade i Catalogue of Life.